# Amphiprion pacificus
Amphiprion pacificus är en fiskart som beskrevs av Allen, Drew och Fenner 2010. Amphiprion pacificus ingår i släktet Amphiprion och familjen Pomacentridae. Inga underarter finns listade i Catalogue of Life.